# Днепърска низина
Днепърската низина, също Приднепровска низина (на украински: Придніпровська низовина; на беларуски: Прыдняпроўская_нізіна), е низина в Източна Европа, на територията на Украйна и Беларус.
Тя е разположена в югозападната част на Източноевропейската равнина, по течението и на изток от река Днепър. Приднепровската низина фактически представлява широката до 120 km лява част от долината на река Днепър в нейното средно течение, състояща се от система от няколко надзаливни тераси.
Граничи с Днепърското възвишение на десния бряг на реката на югозапад, с Черноморската низина на юг, с Азовското и Донецкото възвишение на югоизток, със Средноруското възвишение на североизток и с Полеската низина на северозапад. Дължина от северозапад на югоизток около 500 km, ширина до 120 km. Надморската ѝ височина варира от 50 до 160 m, максимална до 200 m. Изградена е основно от флувиоглациални и алувиално-езерни пясъци, глини, льосови и льосовидни наслаги. По югозападната ѝ периферия протича река Днепър, а самата низина е прорязана от множество нейни леви притоци – Трубеж, Супой, Сула, Псьол, Ворскла, Орел, Самара, Конка и др. Цялата низина е земеделски добре усвоена. В нея са разположени едни от най-големите украински градове: Запорожие, Днепропетровск, Кременчуг, Полтава, Павлоград и много други.